# Орбели, Рубен Абгарович
Рубе́н Абга́рович Орбе́ли (арм. Ռուբեն Աբգարի Օրբելի; 26 января (7 февраля) 1880, Нахичевань — 9 мая 1943, Москва) — профессор, преподаватель гуманитарных дисциплин, археолог, считается основоположником подводной археологии в СССР.
Старший брат Леона и Иосифа Орбели, отец востоковеда Русуданы Орбели.

## Биография
Родился в Нахичевани в семье юриста Абгара Иосифовича Орбели и Варвары Моисеевны Аргутинской-Долгорукой.
По окончании 3-й мужской классической гимназии в Тифлисе поступил на юридический факультет Петербургского университета, по окончании которого в 1903 году был оставлен для приготовления к профессорской деятельности по кафедре гражданского права. С 1904 по 1906 год Орбели работал в обществе магистрантов, был избран действительным членом юридического общества при университете Санкт-Петербурга, после чего был направлен в Германию (Йенский университет) для усовершенствования своих знаний. В то же время Орбели был прикомандирован к Гражданскому кассационному департаменту Сената для прохождения практики по цивилистике, принимал участие в ревизиях, проводимых в Закавказье. Являлся автором и редактором отделов в периодических изданиях Министерства финансов, а с 1906 года стал действительным магистром прав Санкт-Петербургского университета и доктором прав Йенского университета. Состоял на службе в Гражданском кассационном департаменте Сената, где параллельно с юриспруденцией работал в области теории познания.
В 1918 году стал одним из организаторов, а после и преподавателем Тамбовского государственного университета, где читал лекции и отдельные курсы по юриспруденции, философии, этике. По возвращении в Петроград работал в системе АН СССР, вёл работу на постах председателя месткома АН СССР, общественного инспектора труда, члена Ленинградского городского Совета XI созыва, читал лекции по предмету трудового права, вёл шефскую работу в армии, обследовал ленинградские театры в отношении социальных улучшений условий труда.
В 1934 году по рекомендации академика А. Н. Крылова был приглашён на работу в ЭПРОН (Экспедиция подводных работ особого назначения), где занимал должности научного консультанта, члена научно-технического совета и историографа. С этого момента Орбели занимался изучением подводных археологических памятников, по его инициативе и под его непосредственным руководством Эпрон организует в 1937—1939 годах ряд гидроархеологических экспедиций на Чёрное море и другие водные бассейны страны.
Разработал методику предохранения от разрушения археологических экспонатов, поднятых на поверхность со дна водного бассейна. Ввёл в научный обиход термин гидроархеология.
Профессор Рубен Орбели похоронен на Армянском кладбище в Москве.

## Память

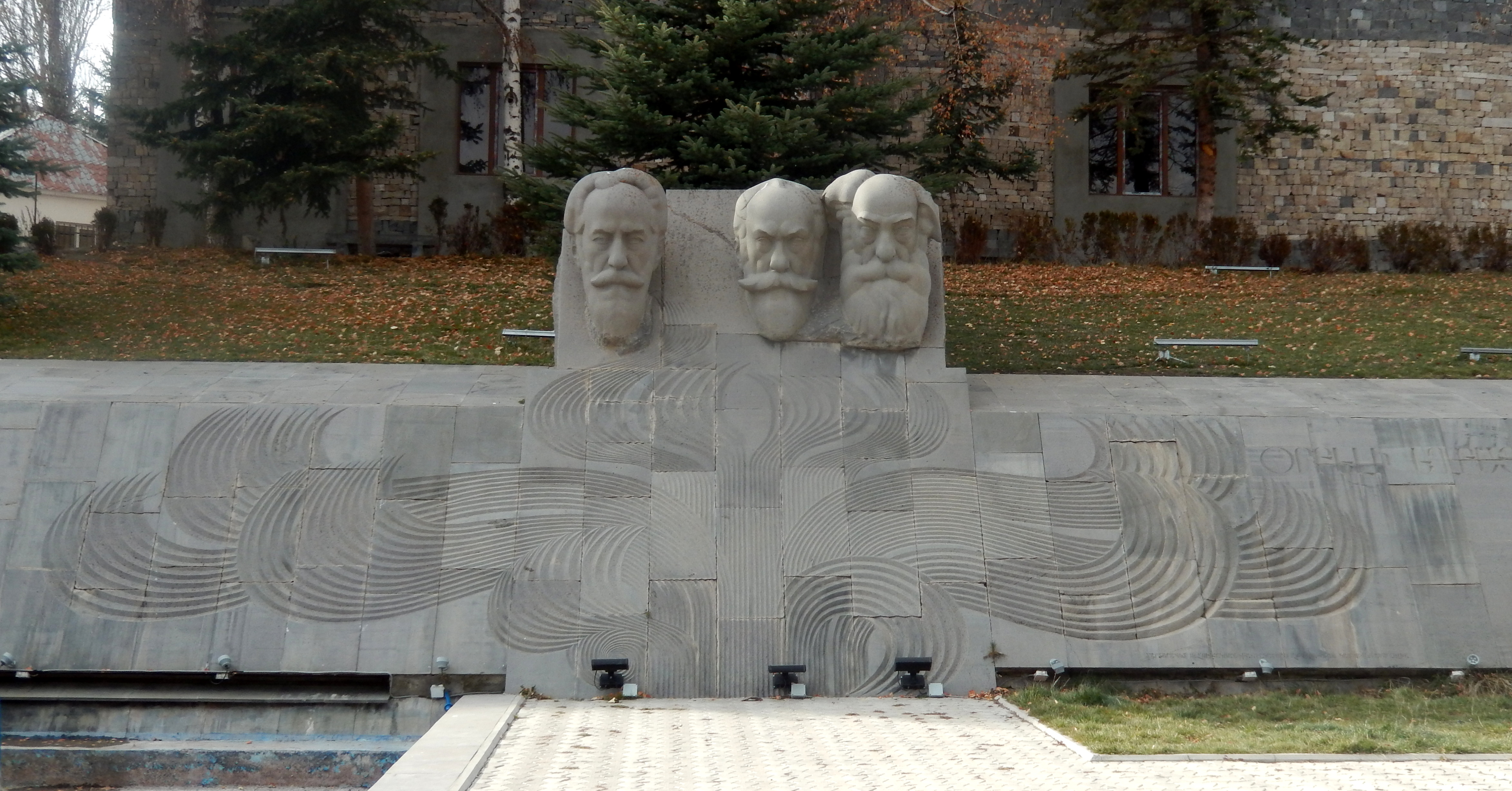
Мемориал братьям Орбели в Цахкадзоре